# Shinobu Seguchi
瀬口忍
Œuvres principales
- Prisonnier Riku

Shinobu Seguchi (瀬口忍, Seguchi Shinobu), née le 27 décembre 1970 à la ville d'Hirakata, préfecture d'Osaka, est un dessinateur de mangas et illustrateur japonais. Il est notamment connue pour avoir écrit et dessiné Prisonnier Riku.

## Biographie
Shinobu Seguchi (瀬口忍, Seguchi Shinobu), née le 27 décembre 1970 à la ville d'Hirakata, préfecture d'Osaka, vit dans la ville d'Otsu, préfecture de Shiga. Après avoir été diplômé du lycée préfectoral d'Osaka, Korioka, diplômé de l'Université des arts d'Osaka, département des beaux-arts et département de sculpture. Il a travaillé comme assistant de l'artiste manga Kinta Wang pendant 10 ans, il a fait ses débuts en tant qu'artiste manga professionnel en 2004 avec le manga de combat Tatami no Hanamichi, qui dépeint la transition du personnage principal du judoka au combattant d'arts martiaux mixtes,.
En 2008, Kodansha a sorti son premier livre Ninja Bousuke. Il enchaine ensuite avec sa série la plus connue, Prisonnier Riku, Il est prépublié dans le magazine Weekly Shōnen Champion de l'éditeur Akita Shoten entre le 10 février 2011, et le 15 février 2018. Le manga est publié en un total de 38 volumes reliés, sortis entre le 8 juin 2011 et le 6 avril 2018,. Puis en août de la même année, il annonce un Gaiden de Prisonnier Riku intitulé Boss Renoma: Prisonnier Riku Gaiden, Il est publié en un total de deux volumes, respectivement le 8 janvier 2019 et le 8 mars 2019,. La version française de Prisonnier Riku et son spin-off sont éditée par l'éditeur de manga Akata.

## Œuvres
- Tatami no Hanamichi
- Ninja Bousuke
- Prisonnier Riku
- Boss Renoma: Prisonnier Riku Gaiden